# Imperial Continental Gas Association
Die Imperial Continental Gas Association (ICGA) war ein europaweit agierendes Gasversorgungsunternehmen mit Hauptsitz in London. Sie wurde Ende 1824 mit dem Ziel gegründet, die größeren Städte Kontinentaleuropas mit Leuchtgas zu versorgen, um damit primär die Straßenbeleuchtung zu betreiben.

## Geschichte
Die Gründung der Imperial Continental Gas Association geht auf den Militärangehörigen, Erfinder und Unternehmer Sir William Congreve zurück.
Die Beleuchtung von Straßen und Gebäuden mittels Kohlevergasung erzeugten Leuchtgases war zu Beginn des 19. Jahrhunderts im damals technologisch führenden Vereinigten Königreich bereits etabliert. Congreves Geschäftsidee war es, diese Technologie auf dem europäischen Kontinent einzuführen, wo bis dahin nichts Vergleichbares existierte. Da es kontinentaleuropäischen Städten zu dieser Zeit am notwendigen Knowhow wie auch ausreichend Kapital für den Aufbau einer Infrastruktur zur Gasversorgung mangelte, plante Congreve, im Rahmen eines Betreibermodells Gaswerke, Leitungsnetze und Straßenbeleuchtungen zu finanzieren, zu errichten und zu betreiben. Die Stadt sollte im Gegenzug die Versorgungsleistung im Rahmen langfristiger Verträge abnehmen.
Im nationalstaatlich zersplitterten Europa der Zeit war ein transnationales Vorhaben dieser Art für ein britisches Unternehmen eine erhebliche Herausforderung. Congreve sicherte sich hierzu die Unterstützung von Botschaftern maßgeblicher europäischer Staaten, u. a. der Niederlande, Österreich/Ungarn und Preußens. Dies gelang ihm nicht zuletzt aufgrund seiner persönlichen Freundschaft zu König Georg IV., von 1820 bis 1830 König des Vereinigten Königreichs Großbritannien und Irland und König von Hannover.
Auch hatte das geplante Unternehmen einen erheblichen Kapitalbedarf. Congreve überzeugte z. T. namhafte Investoren von seiner Idee. Unter ihnen waren Matthias Attwood, Isaac Lyon Goldsmid und Moses Montefiore, die im Zuge der Gründung neben Congreve Präsidenten der Imperial Continental Gas Association wurden. Begünstigt wurde die Kapitalbeschaffung dadurch, dass sich der britische Aktienmarkt in der ersten Hälfte der 1820er Jahre in einer Boomphase befand.
Der technische Sachverstand kam von Congreve selbst, u. a. aber auch von George Thomas Landmann und John Frederic Daniell, die für die Imperial Continental Gas Association tätig wurden.
Auf dieser Basis wurde im Dezember 1824 die Imperial Continental Gas Association als Aktiengesellschaft mit einem Grundkapital von 2 Mio. Pfund gegründet. Diese Summe entspräche aktuell (Stand 2011) einer Kaufkraft von ca. 200 Mio. Pfund. Der erste Vorstandsvorsitzende der Imperial Continental Gas Association wurde Sir William Congreve.
Das Unternehmen war speziell im 19. Jahrhundert, als die Gasbeleuchtung in Kontinentaleuropa Jahrzehnte lang üblich war, bis sie um 1900 sukzessive von elektrischer Beleuchtung abgelöst wurde, in mehreren europäischen Ländern erfolgreich tätig.
1986 wurde ein Übernahmeangebot der Gulf Resources & Chemical Corporation ausgeschlagen. Stattdessen ging das Unternehmen 1987 in der eigenen Tochtergesellschaft Calor Group und der Firma Contibel (heute ein Teil von GDF Suez) auf.

## Gaswerke
Standorte der Imperial Continental Gas Association befanden sich von 1825 an in Deutschland, von 1827 an in den Niederlanden und von 1842 an in Österreich bzw. ab 1867 in Österreich-Ungarn.

### Deutschland
Direktor der deutschen Niederlassung mit Sitz in Berlin war ab 1833 Leonard Drory, später seine beiden Söhne Leonard George Drory (1823–1896) und von 1896 bis 1904 Edward Drory (1844–1904).

#### Hannover

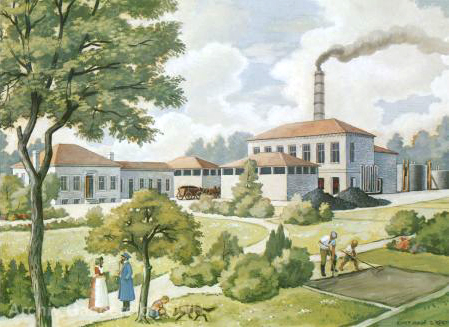
Ölgemälde vom Beginn der Imperial Continental Gas Association (ICGA) an der Glocksee, signiert: „I. Körting 1922, in obigem Wohnhause geboren 1834“(Original im Besitz des Deutschen Museums in München)

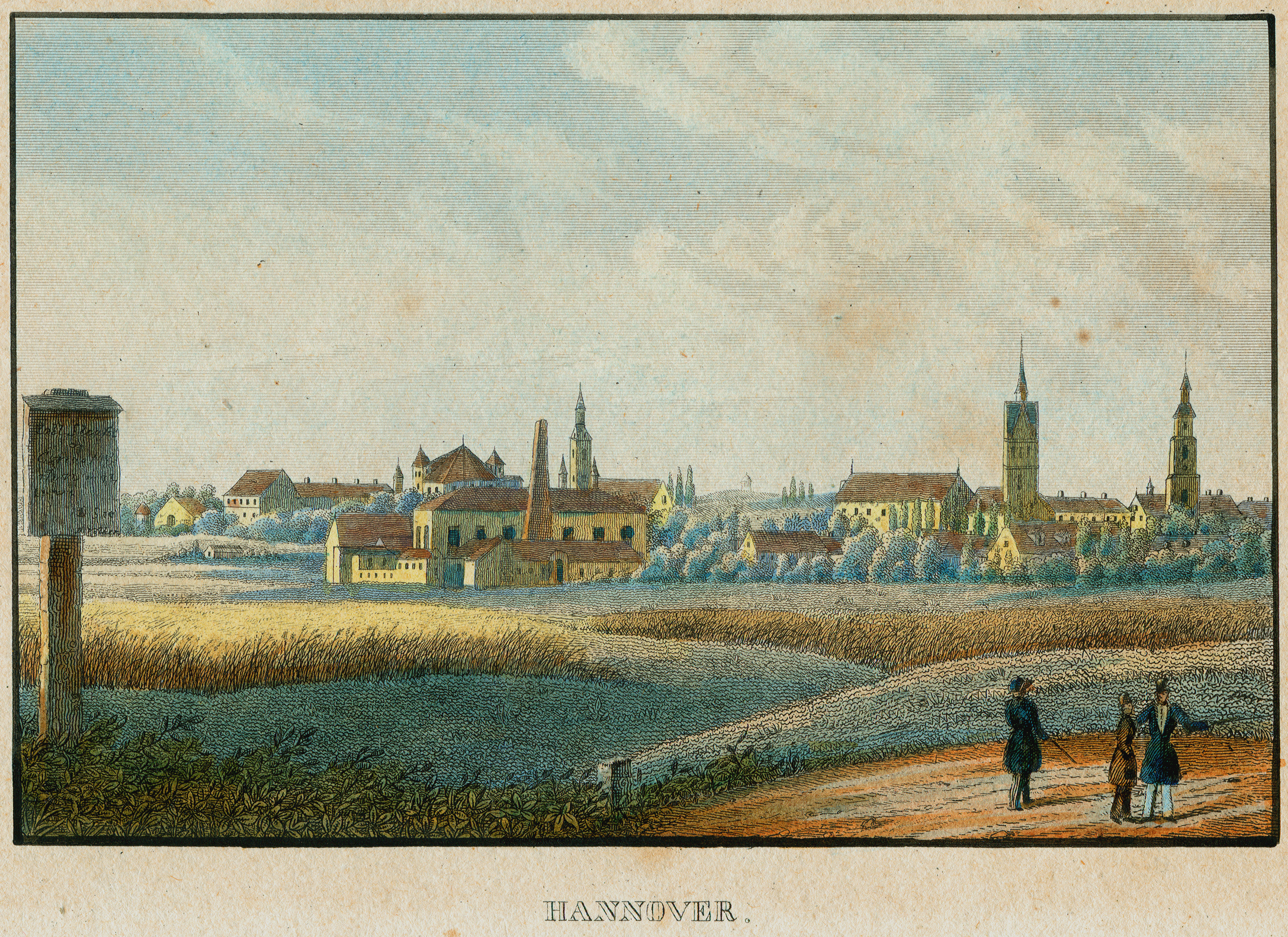
Gasanstalt (links der Bildmitte) mit Schornstein der ICGA in der Glocksee, gesehen etwa von der (späteren) Limmerstraße Ecke Blumenauerstraße;
kolorierter Stahlstich nach einer Lithografie von Friedrich August Schmidt, um 1830

Als erste Stadt auf dem europäischen Kontinent ging am 26. Februar 1825 das rund 19.000 Einwohner zählende Hannover, Hauptstadt des gleichnamigen Königreichs, einen Gasliefervertrag mit der Imperial Continental Gas Association ein. Die ICGA führte den Probebetrieb am 12. August 1826 in der Glocksee in dem Hannoverschen Vorort Linden durch. Erster Technischer Leiter war der Ingenieur Leonard Drory, der 1833 durch Ernst Körting sen. ersetzt wurde, Nachfolger von 1878 bis 1908 war dessen Sohn Leonhard Körting. 1912 stellte die Imperial Continental Gas Association das ab 1911 erbaute Gaswerk und den Gasbehälter am Bauweg in Linden fertig.
1930 wurde das Gaswerk (mit Ausnahme der Gasbehälter, darunter der Gasometer an der Glocksee) stillgelegt und in den folgenden Jahren abgerissen. Infolge von Wartungsarbeiten entstand durch Gasmischung eine Explosion, die am 24. Mai 1956 den Tod eines Menschen und sechs Verletzte verursachte.

#### Berlin

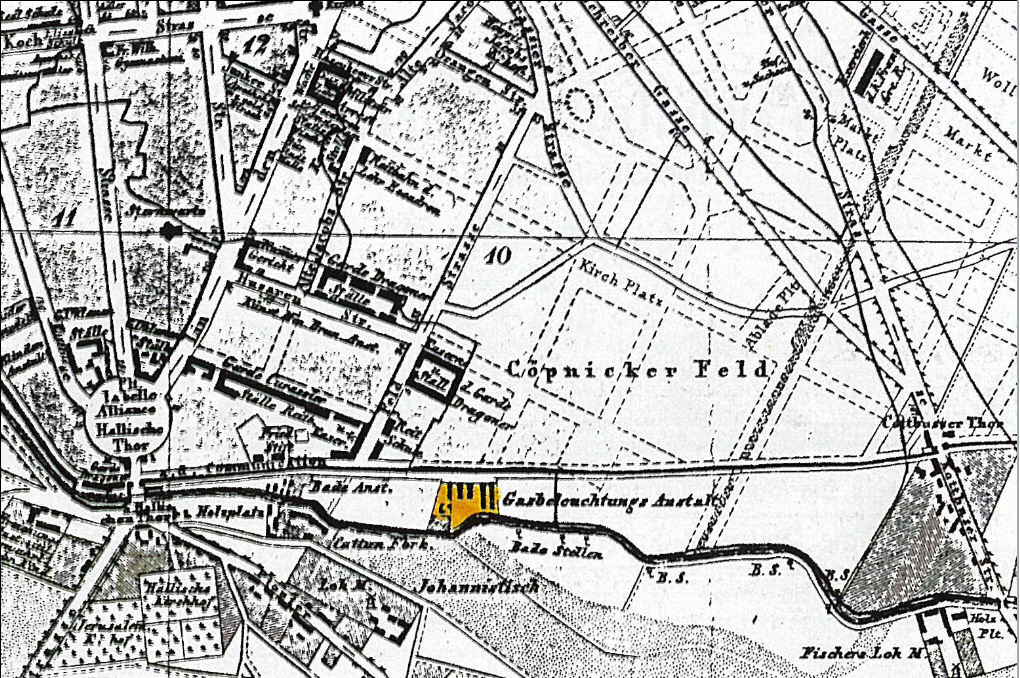
Lageplan der ersten Berliner Gasbeleuchtungsanstalt, 1826

Berlin wurde von 1826 bis 1918 von der Imperial Continental Gas Association (ICGA) mit Gas versorgt. Ab 1833 war Leonard Drory Direktor. Am 1. Januar 1847 gingen die ersten beiden kommunalen Gaswerke der Stadt Berlin in Betrieb und machten der ICGA Konkurrenz, aus ihnen ging später die GASAG hervor.
Die ICGA baute verschiedene Gaswerke auf dem Gebiet des heutigen Berlin:
- 1825–1826: Gaswerk in der Luisenstadt, Communication am Halleschen Tor (später Hellweg, heutige Gitschiner Straße 18–31 in Berlin-Kreuzberg, Areal des Sommerbads Kreuzberg)
- 1836–1838: Gaswerk in der Stralauer Vorstadt, Holzmarktstraße (nördlich der Schillingbrücke)
- 1896–1898: Gaswerk Oberspree in Oberschöneweide, Wilhelminenhofstraße 88/89[8]
- 1900–1901: Gaswerk Mariendorf, Lankwitzer Straße 45–57[9]

#### Aachen
Von 1838 bis 1912 wurde Aachen von der Imperial Continental Gas Association mit Gas beliefert.

#### Köln

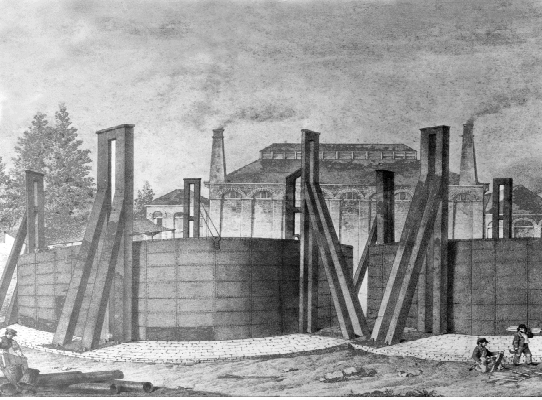
Gasbehälter in Köln 1841

Ab 1841 versorgte die Imperial Continental Gas Association die Stadt Köln mit Gas. Für die Bauten war Friedrich August Neuman verantwortlich:
- 1841 wurde im Severinsviertel auf dem Grundstück Buschgasse 11 / Rosenstraße die erste Steinkohlengasfabrik in Köln errichtet.[11] Direktor der ICGA Köln war William Haseldine Pepys III. Pepys III wurde 1818 als Sohn des Wissenschaftlers und Mitbegründers der Askesian Society, William Haseldine Pepys II (1775–1856), geboren und heiratete Phillipina Mayer aus Bonn.[12]
- 1860 wurde ein weiteres Gaswerk in Ehrenfeld, Subbelrather Straße 175, gebaut.[13]
- 1863 entstand das Gaswerk am Spieserhof (heute Spiesergasse) in Köln.

1873 erwarb die Stadt die Gaswerke der ICGA im Severinsviertel und am Spieserhof für eine Million Taler und führte die beiden Werke selbst weiter.
1880 erwarb die Stadt die Betriebsanlagen in Ehrenfeld.

#### Frankfurt am Main
Eine besondere Situation ergab sich in Frankfurt am Main: Die 1828 von Johann Friedrich Knoblauch und Johann Georg Remigius Schiele (1795–1861) an der Mainzer Landstraße 28 im heutigen Bahnhofsviertel gegründete „Frankfurter Gasfabrik“ (heute Mainova) stellte nach einem halben Jahr den Betrieb ein. Sie konnte aber durch den Erwerb einer Lizenz und die Erneuerung der Apparate durch die Imperial Continental Gas Association 1829 die Produktion wieder aufnehmen.
1844 erhielt die ICGA in Frankfurt das Privileg, ein Gaswerk zur Erzeugung von Gas aus Kohle zu errichten. Nun endete die Zusammenarbeit mit der Frankfurter Gasfabrik; die ICGA stellte im Mai 1844 ihr eigenes Gaswerk an der Obermainstraße (heute Oskar-von-Miller-Straße) in Frankfurt-Ostend fertig.  1869 wurde ein ICGA-Gaswerk an der Solmsstraße in Frankfurt-Bockenheim, das spätere Gaswerk West, eröffnet.
1909 wurde die Frankfurter Niederlassung der Imperial Continental Gas Association von der Frankfurter Gasgesellschaft übernommen.

### Österreich-Ungarn
Direktor der österreichischen Niederlassung mit Sitz in Wien war 1881 bis 1899 Henry James Drory.

#### Wien
Mit dem Erwerb der Gesellschaft zur Beleuchtung mit k. k. ausschließlich privat verbessertem Gas mit dem Gaswerk Fünfhaus im Jahr 1842 schaffte die Imperial Continental Gas Association den Einstieg in das Geschäft mit der Gasversorgung in Wien, seinen 1850 eingemeindeten Vorstädten und seinen 1892 eingemeindeten Vororten.
Durch den Aufkauf auch der zweiten in Wien ansässigen privaten Gasgesellschaft – der Österreichischen Gesellschaft zur Beleuchtung mit Gas mit ihrem 1828 gegründeten Gaswerk Rossau, dem letzten Konkurrenten, im Jahr 1843 – und durch den Bau eigener Gaswerke (z. B. Gaswerk Erdberg) gelangte sie in die umstrittene Stellung des Monopolisten. Zwar wurden später zwei weitere private Gasgesellschaften, die eigene Gaswerke errichteten, gegründet, doch diese konnten die Vormachtstellung der ICGA nicht gefährden.
Die später längere Zeit vorherrschende Unzufriedenheit mit der englischen Gasgesellschaft führte schließlich dazu, dass die Gemeinde Wien 1899 das Gaswerk Simmering als erstes städtisches Gaswerk errichtete sowie das Wiener Gaswerk gründete und die Lieferverträge mit der ICGA für Wien mit den ehemaligen Vorstädten (Bezirke 1–9) mit Jahresende 1899 auslaufen ließ.
Diese Entscheidung der Stadtverwaltung veranlasste die ICGA, 1899 folgende Gaswerke zu schließen:
- das Gaswerk Belvedere (3. Bezirk, )
- das Gaswerk Erdberg (3. Bezirk, )
- das Gaswerk Zwischenbrücken-Tabor (2. Bezirk, )

Am 10. Februar 1906 beschloss der Wiener Gemeinderat, auch die noch von der Imperial Continental Gas Association versorgten Außenbezirke 10–19 mit städtischem Gas zu versorgen, zusätzlich im 1905 eingemeindeten Floridsdorf, dem 21. Bezirk, das Gaswerk Leopoldau zu errichten und den letzten Vertrag mit der ICGA mit 31. Dezember 1911 auslaufen zu lassen.
Bis Ende 1911 betrieb die ICGA im damaligen Stadtgebiet:
- das Gaswerk Döbling, 19., Billrothstraße ()
- das Gaswerk Fünfhaus, 15., Gasgasse ()
- das Gaswerk Baumgarten, 14., Deutschordenstraße ()
- das Gaswerk Floridsdorf, seit 1905: 21., Brünner Straße ()

(Bezirksnummern und Adressen nach heutigem Stand).
Von den drei Gaswerken in den heutigen Bezirken 14, 15 und 19 wurden in Wien um 1904 Beleuchtungskörper mit rund 7.700 Flammen versorgt. Außerhalb der damaligen Stadtgrenzen wurden außerdem Weidling, heute Stadtteil von Klosterneuburg, und Hadersdorf-Weidlingau, 1938 als Teil des 14. Bezirks eingemeindet, mit Gas versorgt. Beschäftigt wurden rund 630 Arbeiter.

#### Andere Standorte
In Sankt Pölten (Niederösterreich), wurde 1865 von der ICGA ein Gaswerk errichtet. Gemeinsam mit einem Elektrizitätswerk wurde es gegen Ende des 19. Jahrhunderts von der Stadtverwaltung übernommen.
Die Imperial Continental Gas Association betrieb, geleitet von Wien aus, mit Stand von 1899 auch Gasanstalten in Komotau, Saaz, Graslitz und Brüx in Böhmen sowie in Neutra (heute Slowakei) und in Esseg (heute Kroatien), damals in Ungarn.

### Niederlande
Die Imperial Continental Gas Association gründete 1827 in Rotterdam ein Gaswerk. Von 1836 bis 1902 versorgte die ICGA die Stadt Haarlem mit Gas. 1883 wurden in Amsterdam von der ICGA die Westergasfabriek, zum größten Teil nach den Plänen des bekannten Architekten Isaac Gosschalk (1838–1907), und die dazugehörigen Gasbehälter durch den Ingenieur Klönne am Haarlemmerweg 8–10 errichtet.

### Belgien
Seit 1835 leitete George William Drory das Gaswerk in Gent. Standorte der Imperial Continental Gas Association befanden sich auch in Antwerpen und Brüssel.

### Großbritannien
- Imperial Continental Gas Association (Hrsg.): Imperial Continental Gas Association 1824–1974. Published Privately, London 1974, OCLC 24149101.

### Deutschland

#### Berlin
- Hilmar Bärthel: Die Geschichte der Gasversorgung in Berlin. Eine Chronik. Hrsg. GASAG. Nicolaische Verlagsbuchhandlung, Berlin 1997, ISBN 3-87584-630-3.

#### Frankfurt
- 175 Jahre Gas- und Wasserversorgung: Und man sieht nur die im Lichte. ISBN 3-9806986-3-7.

#### Köln
- Hans Pohl in: Zwei Jahrtausende Kölner Wirtschaft. Band 2: Vom 18. Jahrhundert bis zur Gegenwart. Greven, Köln 1975, ISBN 3-7743-0119-0, S. 263, 330.

### Österreich
- Die Erbauung des Wiener städtischen Gaswerkes im Auftrag des Herrn Bürgermeisters Dr. Karl Lueger bearbeitet. Selbstverlage des Wiener Gemeinderates, Wien 1901.
- Wien am Anfang des XX. Jahrhunderts – Ein Führer in technischer und künstlerischer Richtung. Hrsg. Österreichischer Architekten-Verein. Gerlach & Wiedling, Wien 1903.
- Technischer Führer durch Wien. Hrsg. Österreichischer Ingenieur- und Architektenverein. Redigiert von Martin Paul (Stadtbauinspektor). Gerlach & Wiedling, Wien 1910.
- Robert Medek: 85 Jahre Städtisches Gaswerk Wien-Simmering – Kommunale Gasversorgung seit 1899. Wiener Stadtwerke – Gaswerke
- Die Wiener Gasometer – Standorte und Details zu den Gaswerken und Gasometern der ICGA in Wien